# Tofanák
A Tofanák (olaszul: Tofane, németül: Tofane vagy Tofanen, ampezzói ladin nyelvjárásban Ra Tofanes) egy hegycsoport az észak-olaszországi Dolomitok középső részén, az Ampezzói-Dolomitokban, Cortina d’Ampezzótól kb. 15 km-re nyugat felé. A csoport három markáns hegycsúcsból áll, melyek 3200 méter fölötti magasságukkal a Dolomitok legmagasabb csúcsai közé számítanak. A hegycsoport és környéke az első világháborúban heves hegyi harcok színtere volt. A hegycsoport népszerű túracél, meredek sziklafalait kedvelik a hegymászók. Lejtőin több síközpont működik, keleti oldalán rendezték az 1956. évi téli olimpiai játékok férfi alpesisí versenyeit.

## Fekvése
A Tofana-hegytömb Olaszország Veneto régiójának északi részén, Belluno megye területén, Cortina d’Ampezzo városától nyugatra fekszik, az Ampezzói-völgy nyugati peremén, természetvédelmi területen, az Ampezzói-Dolomitok Natúrpark (Parco Naturale delle Dolomiti d’Ampezzo) területén belül. A csoport három markáns hegycsúcsból áll, melyek nagyjából észak-déli irányú vonalat alkotnak. Neveik délről észak felé haladva:
- Tofana I (3225 m): a Tofana di Rozes(wd) (Roces), „elülső Tofana”, vagy Tofana Sud, „déli Tofana”, a csoport legdélebbi tagja, impozáns déli sziklafala a Falzarego-hágóra vezető Falzarego-völgyet uralja.

- Tofana II (3244 m): a Tofana di Mezzo(wd), a „középső Tofana”, más neveken Tofana Seconda (a „második”), a három közül a legmagasabb Tofana-csúcs. Ez a Dolomitok negyedik legmagasabb csúcsa, csak a Marmolada két csúcsa, a Punta Penia (3343 m) és a Punta Rocca (3309 m), valamint az Antelao (3264 m) előzi meg. (Egyébként mindhárom Tofana-csúcs szerepel a Dolomitok legmagasabb 10 csúcsának listáján).

- Tofana III (3238 m): a Tofana di Dentro(wd), a „hátsó Tofana”, más neveken Tofana de Inze, Tofana Terza (a „harmadik”), Tofana di Fuori (a „külső”), a csoport legészakabbra fekvő csúcsa.

A sorszámozás az Ampezzói-völgy történelmi központjától, Cortina d’Ampezzótól távolodó sorrendet tükrözi. A két magasabb hegycsúcs, az északi Tofana di Dentro (III) és a középső Tofana di Mezzo (II) egybefüggő hegygerincet alkot, melyet csak egy kisebb horpadás választ ketté. Délen a Tofana di Rozes (I) markánsan különálló tömböt alkot, a másik kettő egybefüggő tömegétől (a Tofana di Mezzo déli lejtőjétől) a 2561 m magas Fontananegra-hágó (Forcella Fontananegra) választja el. Helyzete és formája miatt a délről vagy keletről (Cortina vagy a Falzarego-hágó felől) szemlélő számára a Tofana di Rozes sokkal magasabbnak tűnik a másik kettőnél (valójában ő a legalacsonyabb).

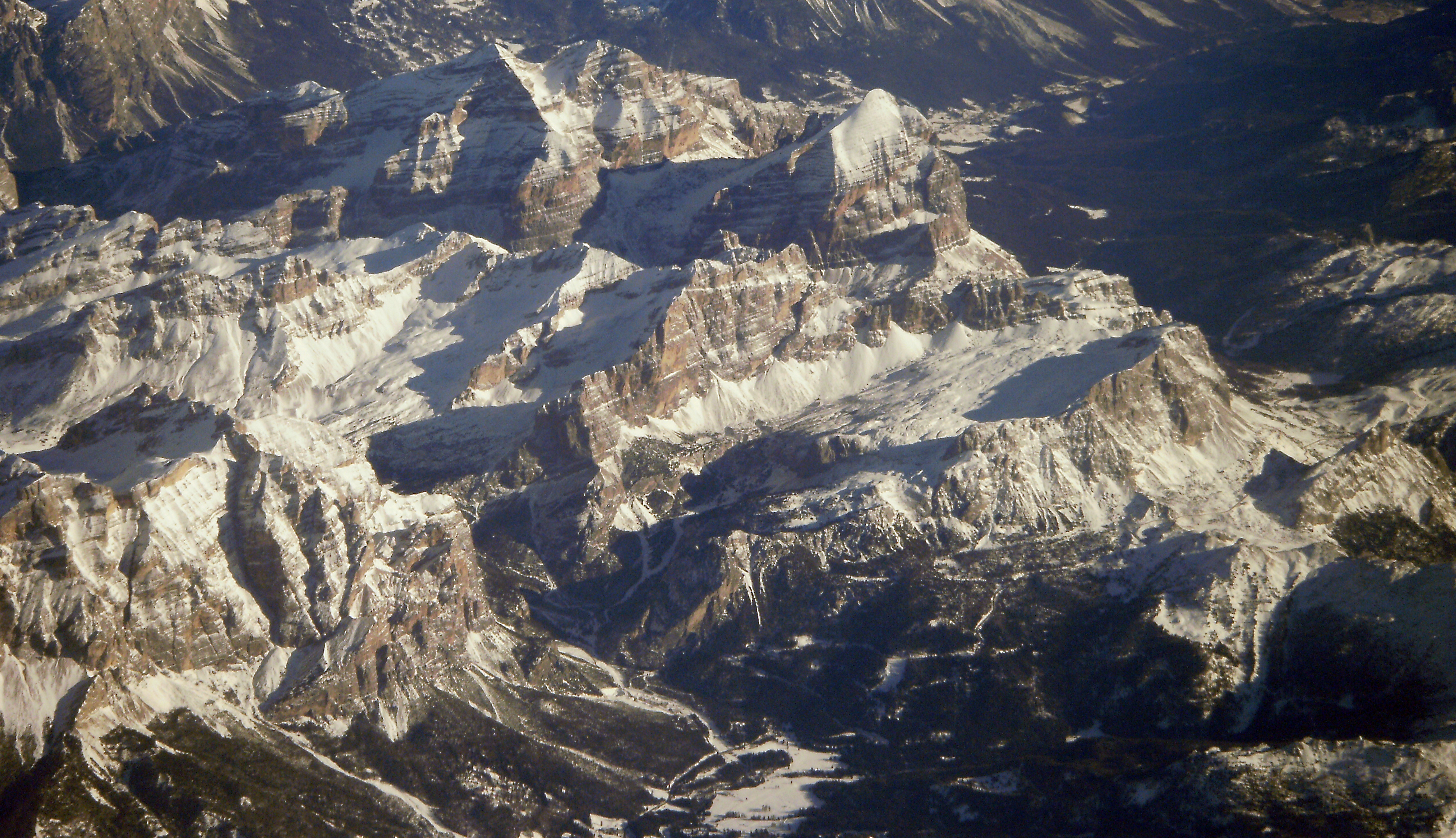
A Tofanák (jobbra) és a Fanes-hegység légifelvételen

A hármas hegycsoport nyugaton és északon a széles Travenanzes-völgybe szakad le, ez a Travenanzes-patak északról nyíló völgye, mely elválasztja a Tofanákat a nyugatra fekvő Fanes-hegységtől. Keleten a Tofanák csoportja a Felső-Boite-völgy nyugati oldalát képezi, a Boite folyó jobb partja mentén. Ez választja el a Tofanákat a keletre fekvő Pomagagnon hegyvonulattól és a Cristallo-hegységtől. A csoport déli vége – a Tofana di Rozes hatalmas déli sziklafala – a Falzarego-hágóba felvezető Falzarego-völgyre néz le, vele szemben (délen) a Cinque Torri, az Averau és a Nuvolau hegyei emelkednek. A Rozes déli fala a csúcstól lépcsők nélkül szakad le a Falzarego-völgybe, míg a két magasabb csúcs, a Tofana di Dentro és Mezzo tömbjét délkeleten, a Cortina d’Ampezzo felőli oldalon egy alacsonyabb hegyekből álló fal „talpalja meg”, mely a középső Tofana gerincének délkeleti kifutásával együtt egy sajátságos „falgyűrűt” képez a nagy csúcsok előterében. A Tofana di Rozes déli fala a Falzarego-hágó északi falát képező további hegyekben folytatódik, ezek a Castelletto, a Col di Bois, a Nagy-Lagazuoi, végül a Valparola-hágót szegélyező Kis-Lagazuoi.

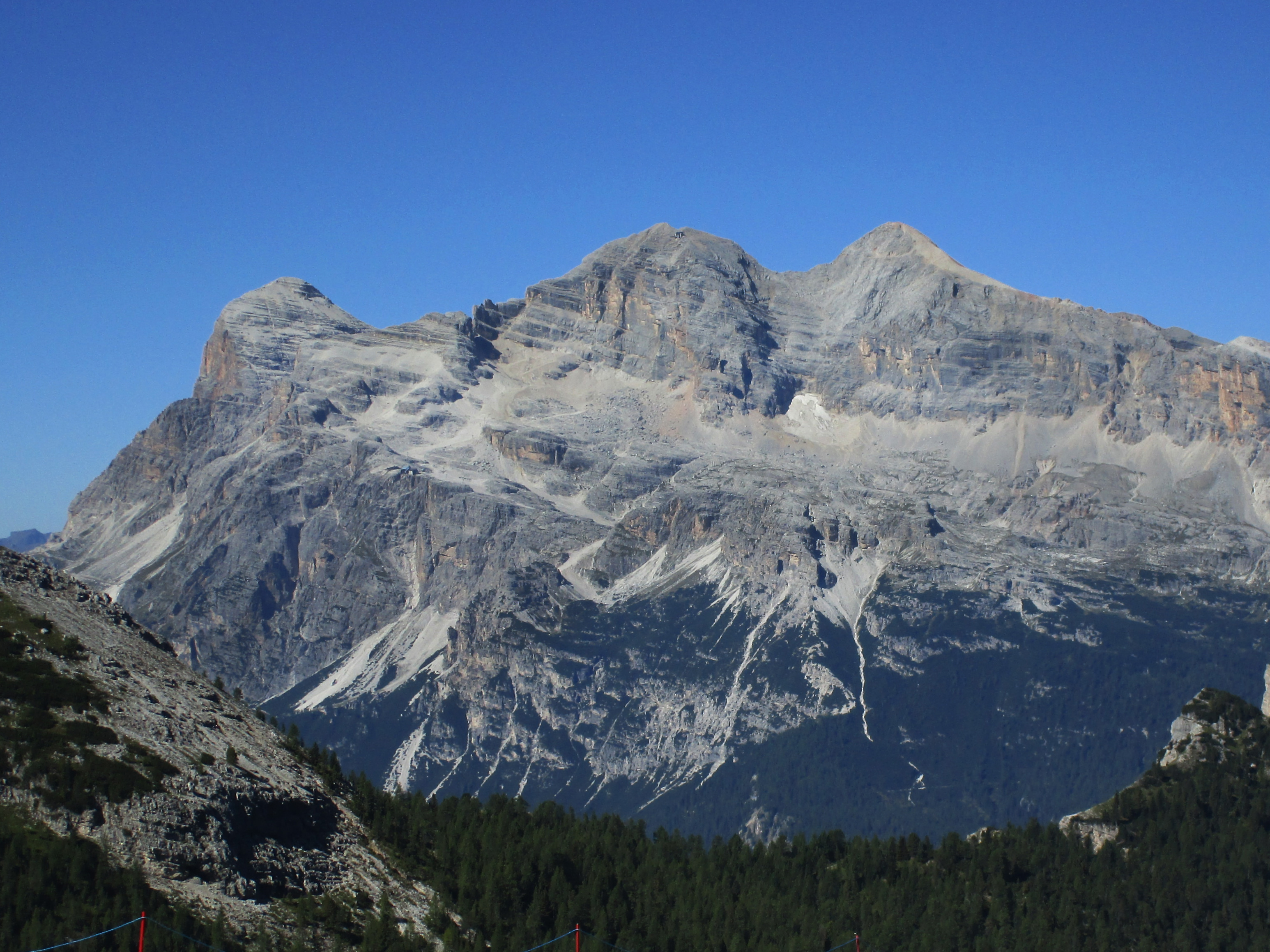
A Tofanák kelet-északkeleti irányból, a Cristallo-hegységbeli Son Forca menedékháztól nézve. Balról jobbra Tofana di Rozes, di Mezzo és di Dentro)

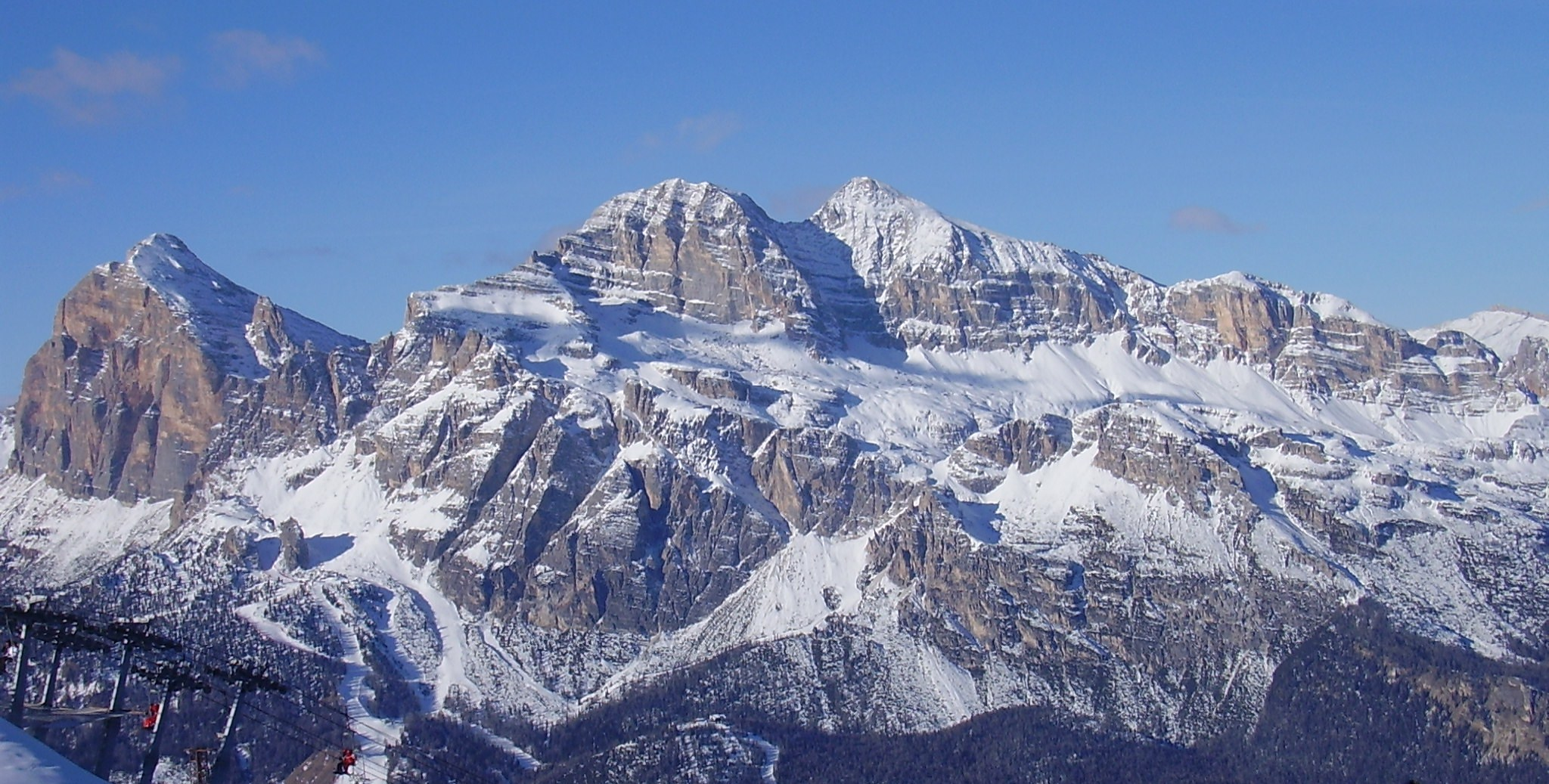
A Tofanák kelet felől, Cortinából, a Faloria-hegyről nézve

## Geológia
Hermann Loretz német geológus már 1873-től vizsgálta a Tofana-vidék kőzeteit. 1879-ben az osztrák-magyar Mojsisovics Ödön fontos kutatásokat végzett a dolomitkő-sziklák (riffek) szerkezetéről. Eredményeit 1908-ban az osztrák Leopold Kober fejlesztette tovább.
A Tofanák alapját hatalmas késő triász-kori fődolomit (Dachsteindolomit) képződmények adják, melyeknek rétegei enyhén észak felé lejtenek. A csúcsok alsó jura-kori mészkő rárakódásból alakultak ki. Az I. és II. csúcsok (Tofana di Mezzo / Dentro) közötti gerincen jól felismerhetők kréta- és felső jura-kori rétegek. A legalsó zónák őskőzetei, mint homokkő, mészkőmárga és tufa is a felszínről szemlélhetők, zöldes színű sávot képezve. A Tofana II (Mezzo) déli gerince alatt található az Alpok egyik legnagyobb természetes sziklaíve, a Bus de Tofana (2930 m).

## Történelem

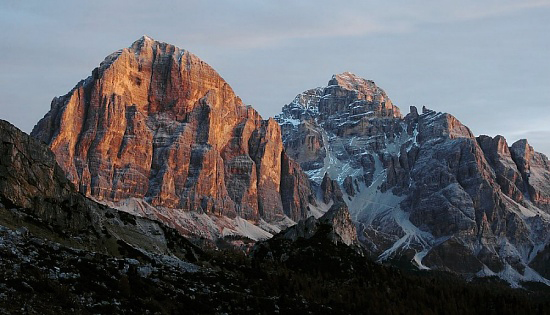
A Tofana di Rozes déli fala

Mindhárom csúcs első meghódítója Paul Grohmann osztrák hegymászó volt, aki helyi vezetők kíséretében, Cortina d’Ampezzóból indulva 1863-ban a Tofana di Mezzót, 1864-ben a Tofana di Rozest végül 1865-ben a Tofana di Fuorit (Dentrót) mászta meg. Az őt követő alpinisták érdeklődése elsősorban a Tofana di Rozes nagy déli fala felé fordult, mely komoly kihívást jelentett a vállalkozóknak. A déli fal tetejére (több próbálkozó után) két magyar hegymászónő, Eötvös Ilona és Rolanda, Eötvös Loránd fizikus leányai jutottak fel elsőként 1901-ben, akik (hegyi vezetők kíséretében) átkeltek a hegycsúcson és annak túlsó oldalán jöttek le. Az Eötvös-nővérek útvonala ma a csúcs legkönnyebb, „normál” megközelítési útja.
Az első világháború második évében, 1915. május 23-án Olaszország hadat üzent az Osztrák–MagyarMonarchiának és széles fronton (Dolomitok, Karni-Alpok, Júliai-Alpok, Isonzó-völgy) támadást indított az államhatár mentén. A Dolomiti frontszakaszon az olaszok stratégiai célja az volt, hogy áttörjenek a Puster-völgybe, ezzel elvágják a hegyi erődvonalakban védekező császári és királyi erőket. Az első Dolomit-offenzívát már 1915. július 5-én nagy erőkkel megindították. Az olasz hegyi csapatok (Alpini) az Ampezzói-völgy és a Falzarego-völgy felől támadtak és a Tofana-hegyláncon keresztül áttörtek a Travenanzes-völgybe. Július 8-án a Fenestrelle nevű Alpini-zászlóalj elfoglalta a Tofana II (Mezzo) és Tofana III (Dentro) csúcsait, és innen átjutott a Travenanzes-völgybe. A következő napokban a védők visszaszorították őket a völgy felső végébe, de a két Tofana-csúcs az olaszok kezén maradt. Július 22-én a Német Alpesi Hadtest (Alpenkorps) 3. vadászezredének különítménye elfoglalta az addig gazdátlan Tofana I (Rozes) csúcsot, melyet egészen szeptember 18-ig, az olaszok második Dolomit-offenzívájáig meg is tudtak tartani, ekkor az olasz 17. gyalogezred csapatai visszaszorították őket innen. Az olaszok elfoglalták a Falzarego-hágót, a Cima Falzarego és Cima di Bois hegyeket. A Fontananegra-hágó lábáig jutottak. Mindhárom Tofana-csúcs a kezükben volt, az osztrákok a Hexensteint, és a Kis-Lagazuoi sziklaperemet tartották, ezekre támaszkodva sikeresen megvédték a Valparola-hágót, amelyen át az olaszok az Abtei-völgybe (innen tovább a Puster-völgybe) juthattak volna.

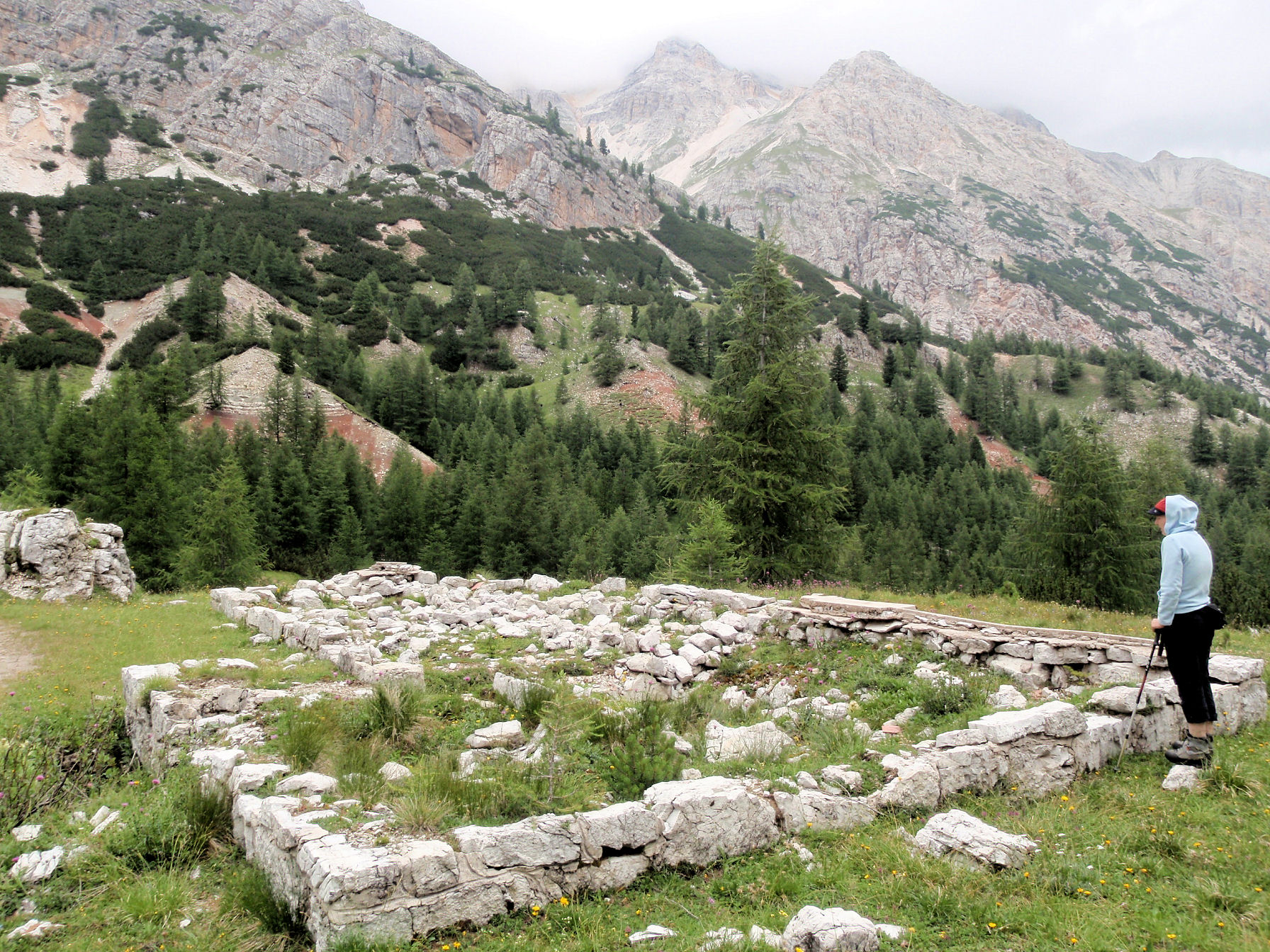
Az első Dolomiti-offenzívában elpusztult Wolf–Glanwell-menedékház romjai (2012)

Az 1917. október 24-én az Isonzó-fronton megindított caporettói áttörés sikere nyomán az olaszok visszavonultak a Dolomitokból a Piave folyóig, és csak 1918. november 4-én, a padovai fegyverszünet megkötése után megindított olasz offenzíva során tértek vissza, és vették birtokba a Dolomitokat, Tirol déli részével együtt. A harcok nyomai, régi erődítmények, állások, alagutak, katonai ösvények és mászóutak ma is fellehetők szerte a hegyekben.

## Turizmus, sport

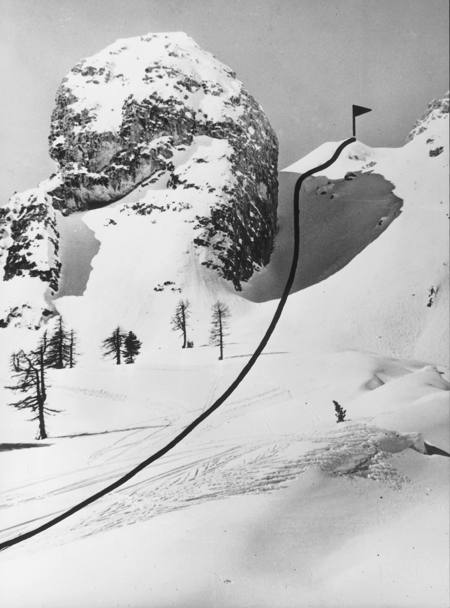
Az olimpiai sípálya a Tofana keleti lejtőjén (1956)

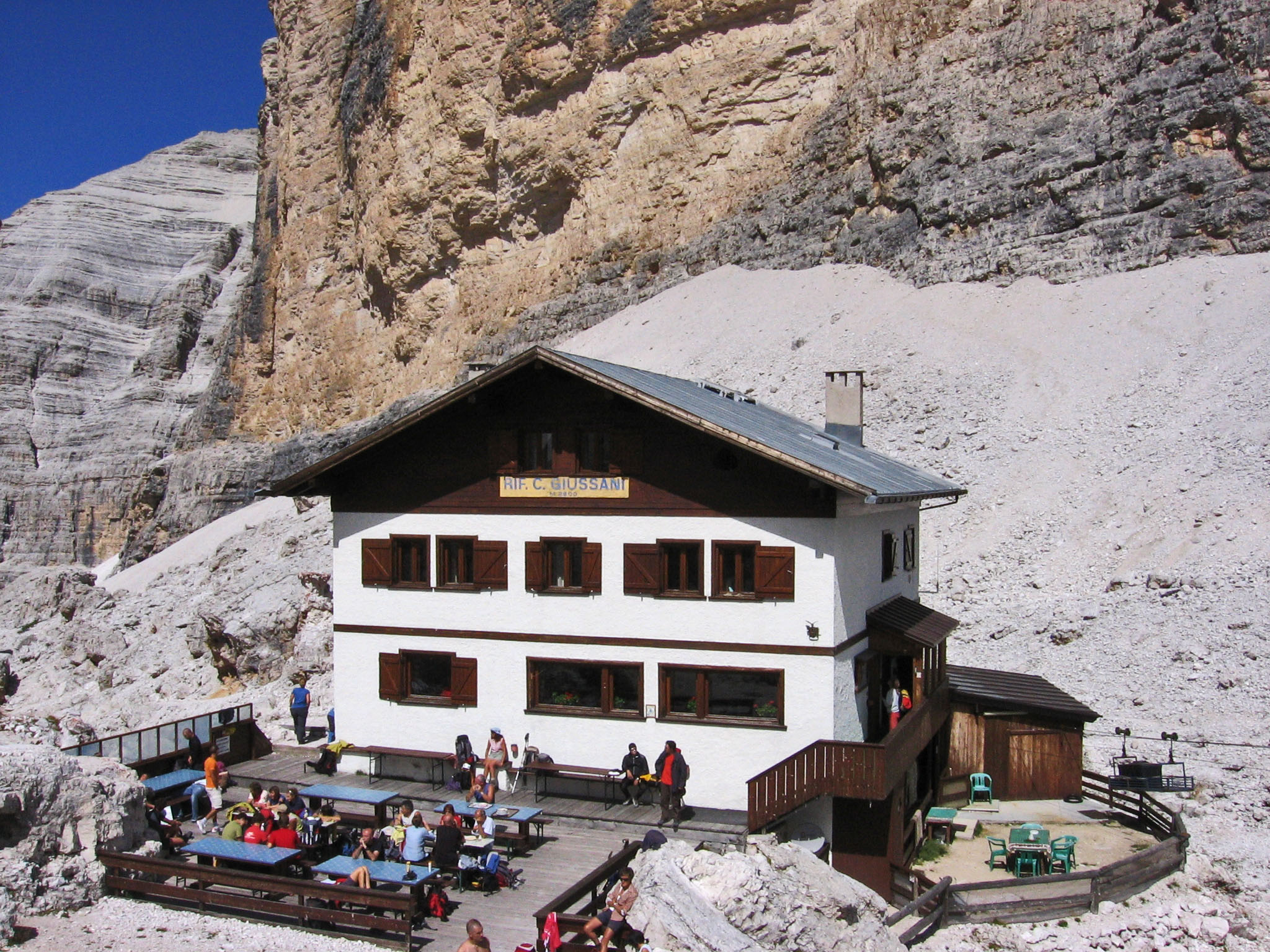
Camillo Giussani-menedékház (2580 m)

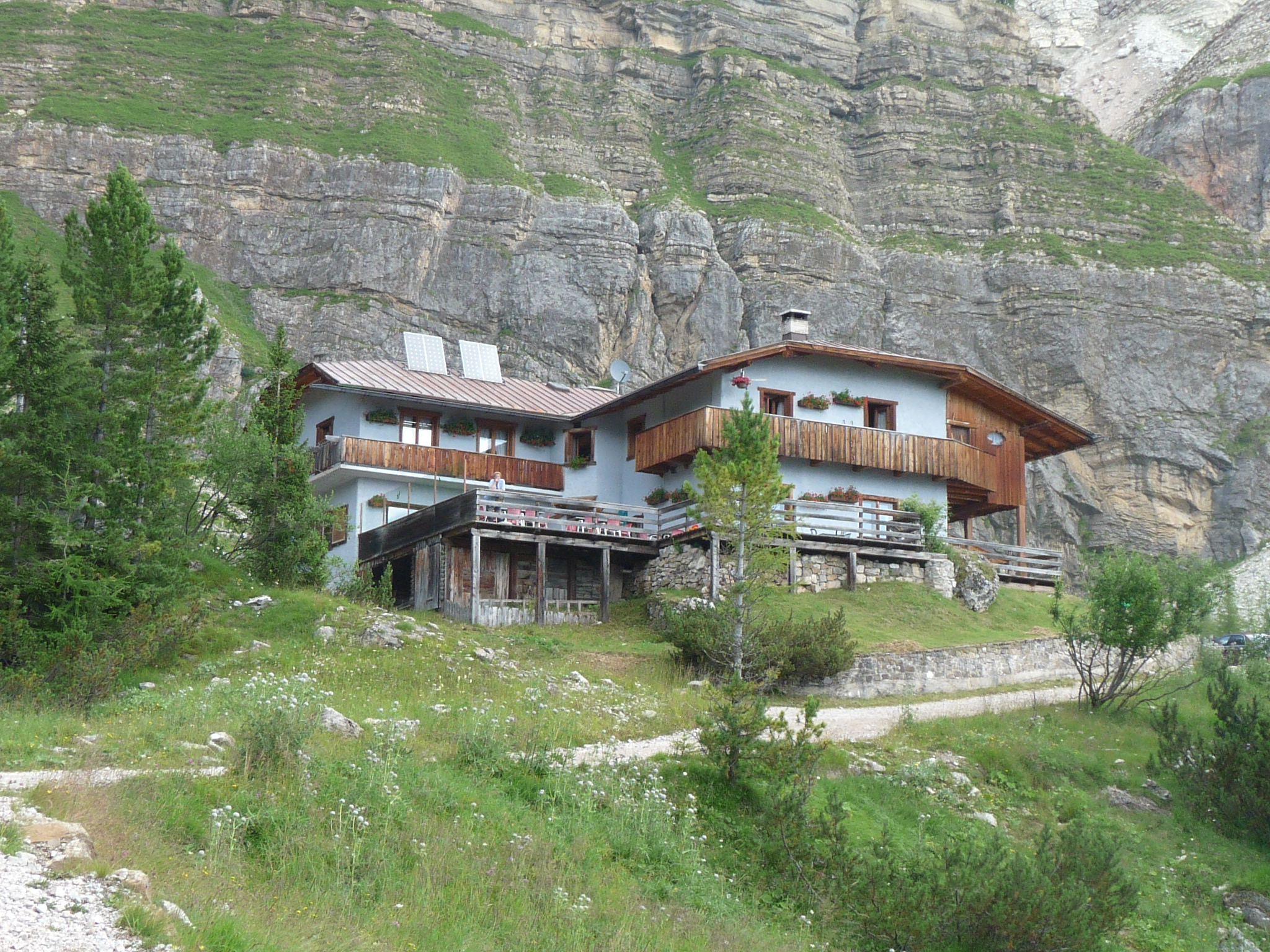
Angelo Dibona-menedékház (2083 m)

A tömegturizmus az 1956. évi téli olimpiai játékokkal érkezett Cortina d’Ampezzóba. A Tofanák di Mezzo és Dentro keleti lejtőin kialakított olimpiai sípályát (Pista Olimpia delle Tofane) ma is használják a alpesisí-világbajnokságokon. 1957-től kezdve vasalt mászóutakat építettek a csúcsok oldalában. A magas hegycsúcsok körzetét a nyomuló tömegektől sokáig megvédték, de 1971-ben megépítették a Freccia nel cielo („nyíl az égig”) kabinos felvonót, mely (megfelelő időjárási viszonyok esetén) nagy mennyiségű embert szállíthat a Tofana di Mezzo csúcsáig.
A Tofanák keleti lejtőjén számos sípálya működik. A felvonók kiinduló völgyállomásai egyfelől a Cortina d’Ampezzó-i Olimpiai Jégstadionnál (Stadio Olimpico del Ghiaccio) vannak, innen a Col Druscié (1778 m) köztes állomásra juthatunk. Innen indul a Freccia nel Cielo felvonó alsó szakasza, előbb a Ra Valles hegyállomásra (2470 m), innen egy felvonó visz a magashegyi Bus de Tofana állomásra, a Tofana di Mezzo lábához (2930 m), és innen indul a Freccia felvonó utolsó szakasza a Tofana di Mezzo csúcsára (3244 m). A felvonók másik csoportja Lacedel városrészből indul, ahonnan a Socrepes turistaházhoz, innen tovább fel a Duca d’Aosta és a Pomedes-menedékházak melletti hegyállomásokra, a Tofana di Rozes lábához lehet feljutni. Innen indulnak az olimpiai lesiklópályák, köztük a legnehezebbnek tartott fekete Cacciatori pálya.
Nyáron kerékpárosok és gyalogos turisták járják a jól kiépített turistautakat. Az alsó zónák jelzett turistaútjai családi kirándulásokra is alkalmasak. A Tofanák magasabb régióiban, a régi katonai állások környékén több vasalt mászóutat alakítottak ki, de a 3000 méter körüli hegycsúcsokat csak képzett hegymászóknak ajánlják. A legkedveltebb via ferraták közé számít pl. az 1957-ben épült Giuseppe Olivieri, mely a Tofana di Mezzo csúcsára, az 1967-es Giovanni Lipella a Tofana di Rozes csúcsára, és a Formenton a Tofana di Dentro csúcsára vezet.

## Menedékházak
A Tofanák közelében több turistaház és hegyi menedékház (Rifugio/Berghütte) segíti a hegymászókat, túrázókat:
Működő menedékházak
- Angelo Dibona-menedékház (2083 m magasan)
- Camillo Giussani-menedékház (2580 m magasságban, az Olasz Alpesi Klub (CAI) kezelésében
- Cima Tofana-menedékház (3195 m magasságban, a kötélpályás felvonó hegyállomásánál)
- Col Druscié-menedékház (1779 m)
- Duca d’Aosta-menedékház (2098 m)
- Pomedes-menedékház (2303 m)
- Rifugio Ra Valles (2470 m, a kötélpályás felvonó köztes állomásánál)
- Alpini barakk-bivakház (Bivacco Baracca degli Alpini, 2922 m).

Felhagyott, elpusztult menedékházak
- Rifugio Cantore hegyi menedékház (2542 m)
- Wolf–Glanwell-menedékház (2065 m, a Travenanzes-völgyben, épült 1907-ben, lerombolták 1915-ben).

## További információ
- La Guerra nelle Dolomiti. La battaglia delle Tofane (Háború a Dolomitokban. Csata a Tofanákért. (olasz nyelven). storiaememoriadibologna.it. (Hozzáférés: 2019. október 13.)
- Piero Pieri. La nostra guerra tra le Tofane (olasz nyelven). Venezia: Neri Pozza (1968, 1973)
- Az első világháború emlékei a Dolomitokban. hetedhetorszag.hu. (Hozzáférés: 2019. október 13.)

## Kapcsolódó szócikk
- Ampezzói-Dolomitok Regionális Natúrpark(wd) (Parco naturale regionale delle Dolomiti d’Ampezzo)
- hegyvidéki háború (1915–1918)(wd)
- első Dolomit-offenzíva(wd), 1915. július 5. – augusztus 4.
- második Dolomit-offenzíva(wd), 1915. szeptember 16–28.